# 谢生
谢生（1926年10月9日—2015年1月30日），原名吴耀先，男，江西萍乡人，中华人民共和国政治人物，曾任中共萍乡市委书记。

## 生平
1946年9月至1948年8月，谢生在清华大学法学院经济系学习，在校就读期间，他于1948年2月由胡聚长介绍加入中国共产党。1948年9月在河北省泊镇中共中央华北局城工部学习。1949年至1976年，在北京市总工会工作，历任干事、生产部副部长、办公室副主任。1977年任北京国营第三棉纺厂厂长、党委书记。
1979年8月至1982年12月，担任北京市总工会副主席。1983年，回到家乡江西省，担任江西省人民政府副秘书长，1984年4月至1986年12月，转任中共萍乡市委书记:723。1988年至1993年，担任江西省政协常务委员。
2015年1月30日11时15分，他在北京逝世，终年88岁。